# Kampfgruppe Peiper

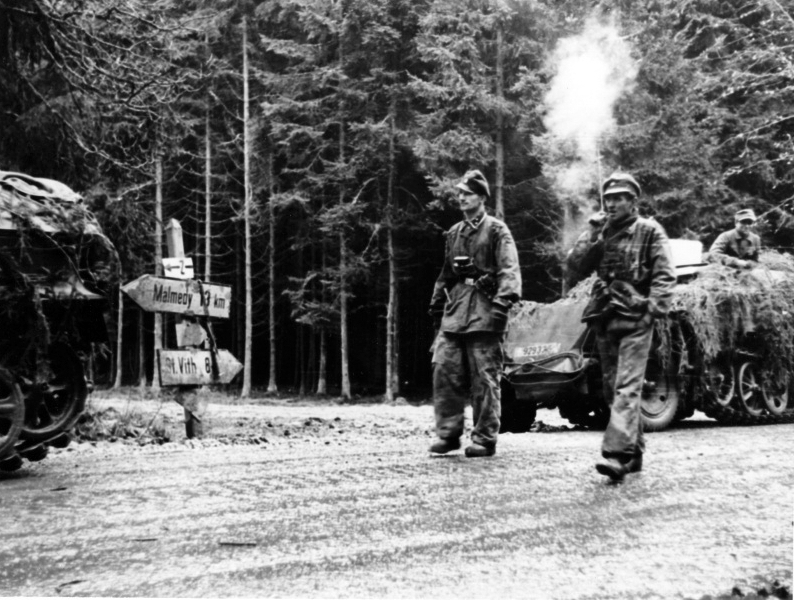
Trupper från Kampfgruppe Knittel på vägen till Malmedy 1944.

Kampfgruppe Peiper (svenska Stridsgrupp Peiper, ofta förkortat KG Peiper), var en tysk tillfälligt sammansatt militär enhet ur Waffen-SS ur pansardivisionen  Leibstandarte Adolf Hitler. Enhetens befälhavare var Joachim Peiper, en officer i Waffen-SS. KG Peiper bestod av ett pansarregemente med Panzer IV, Panther och Tiger II-stridsvagnar, en pansargrenadjärbataljon, en artilleribataljon med mera.
KG Peiper sattes in under Ardenneroffensiven i Belgien i december 1944 och lyckades bryta igenom de amerikanska linjerna. Dock inringades enheten vid byn Stoumont och förintades som militär enhet. De överlevande bröt sig ut till fots till de tyska linjerna. 
Enheten är förmodligen mest känd för sin koppling till massakern på amerikanska krigsfångar, massakern i Malmedy.